# Сьюзі Вайлз
Сьюзан Саммеролл Вайлз (англ. Susan Summerall Wiles; нар. 14 травня 1957) — американський політтехнолог, співголова успішної президентської кампанії Дональда Трампа 2024 року, яка також працювала над його кампанією 2016 року, а також кампанією Рональда Рейгана 1980 року. Обраний президент Трамп обрав її на посаду 32-го голови адміністрації Білого дому. Вступить на посаду у січні 2025 року і стане першою жінкою на цій посаді.

## Молодість й освіта
Народилася в Нью-Джерсі 14 травня 1957 року в сім'ї з трьох дітей Пета Саммеролла та його дружини Кеті Саммеролл. Батько грав в американський футбол у Національній футбольній лізі на позиції кікера, а пізніше став успішним спортивним коментатором, зокрема коментував 16 Супербоулів.
1975 року закінчила Академію святих ангелів. Здобула ступінь бакалавра мистецтв з англійської мови в Університеті Меріленду (Коледж-Парк).

## Кар'єра
З 1979 року працювала помічником конгресмена Джека Кемпа. 1980 року приєдналася до президентської кампанії Рональда Рейгана 1980 року як планувальниця задач.
У 1990-х роках працювала керівником апарату Джона Делейні, який тоді обіймав посаду мера Джексонвілла. Працювала також на конгресменку Тіллі Фаулер.
У 2004—2009 роках консультувала мера Джексонвілла Джона Пейтона. На виборах губернатора Флориди 2010 року їй приписують допомогу в обранні бізнесмена Ріка Скотта. Скотт, якого на той час вважали «аутсайдером», раніше не мав зв'язків з Республіканською партією Флориди.
У січні 2011 року очолила передвиборчу кампанію колишнього губернатора штату Юта Джона Гантсмана. Під час цієї кампанії заснувала з колишнім гравцем «Джексонвілл Джагуарс» Тоні Боселлі консалтингову фірму у Понте-Ведра-Біч, яку залишила у липні 2011 року.
Протягом майже десяти років керувала лобістською компанією Ballard Partners у Таллахассі, штат Флорида, але залишила її у вересні 2019 року, покликаючись на «гостру проблему зі здоров'ям».

### Робота на Дональда Трампа
На президентських виборах 2016 року керувала кампанією Трампа у Флориді. Під час губернаторських виборів у Флориді 2018 року Трамп призначив її його заступником, щоб допомогти республіканцю Рону Десантісу в передвиборчій кампанії на посаду губернатора. У своїй переможній промові Десантіс описав Вайлз як «найкращу у своїй справі». Вайлз мали залучити до кампанії Трампа 2016 року, але Десантіс сприяв її усуненню, цей крок «багато хто сприймає як невдачу президентській кампанії» в цьому штаті. Вона назвала роботу з Десантісом «найбільшою помилкою» за всю її кар'єру.
У березні 2021 року обрана генеральним директором політичного комітету Трампа Save America. У квітні 2021 року зазначалося, що Вайлз матиме владу над колишнім керівником кампанії 2020 року Біллом Степєним і ключовим помічником Джастіном Кларком. Під її керівництвом Save America покрила судові витрати для кількох нинішніх і колишніх співробітників Трампа, залучених до судових процесів проти колишнього президента.
У серпні 2022 року її назвали фактично «главою штабу» Трампа напередодні проміжних виборів 2022 року й оголошення його президентської кампанії 2024 року. Разом з такими особами, як бізнесмен Пітер Тіль, Вайлз підштовхнула Трампа підтримати Блейка Мастерса на виборах у Сенат 2022 року в Аризоні, який програв вибори.
В останні місяці після суперечки з радником Трампа Корі Левандовскі президентською кампанії 2024 року керували Вайлз і Кріс Лачівіта. 2024 року «Politico» та «Ґардіан» повідомили, що Вайлз називає себе «поміркованим» республіканцем.
За два дні після перемоги Дональда Трампа на президентських виборах 2024 року Вайлз обрали новим головою адміністрації Білого дому.

## Особисте життя
2017 року розлучилася з Ленні Вайлзом, консультантом республіканців, з яким 1985 року переїхала у Понте-Ведра-Біч, передмістя Джексонвілла, штат Флорида. Має двох дочок і є парафіянкою Єпископальної церкви.